# Schönalmjoch
Das Schönalmjoch ist ein 1986 m ü. A. hoher Berg im Vorkarwendel, dem nordöstlichen Teil des Karwendels in Tirol.
Der Gipfel ist als einfache Bergwanderung von Hinterriss oder der Fuggerangeralm im Rißtal erreichbar.